# Kølig Kaj
Kølig Kaj eller "OMC" eller "OGGER MC" Kool Bandi (født Thomas Lægård den 15. august 1971 i Pindstrup) er en dansk rapper. Han vandt i 1997 Dansk Melodi Grand Prix med rapsangen "Stemmen i mit liv". Den opnåede en del succes i Danmark, og toppede #4 på Tjeklisten, hvor den var i alt 7 uger. Det var den første danske rapsang til at vinde et Melodi Grand Prix. Kølig Kaj vandt på grund af sejren i Dansk Melodi Grand Prix en billet til Eurovision Song Contest i Dublin. Her gik det knap så godt, og det blev kun til en 16. plads, ud af de 25 deltagende lande. "Stemmen i mit liv" blev beskyldt for at plagiere "Don't You Know That?" fra soulsangeren Luther Vandross, der udkom i 1981. Dette blev dog afvist af producer Chief 1, der havde været med til at komponere "Stemmen i mit liv".
Kølig Kaj optrådte igen i Grand Prix-sammenhæng til Dansk Melodi Grand Prix 2001, hvor han præsenterede en af sangene.
I 2014 udgav han albummet Lokaliseringen, der kun modtog to ud af seks stjerner i GAFFA.
Kølig Kaj er kendt som en af landets pionerer inden for improviseret rap (freestyle-rap). Han blev optaget i "Dansk Freestyle Hall Of Fame" i 2018.

## Diskografi
- 1997 Solgt Ud!
- 2014 Lokaliseringen